# Euphrosyne de Mazovie
Euphrosyne de Mazovie (en polonais Eufrozyna Mazowiecka), est une princesse de la dynastie des Piasts (née en 1292/1294 et est morte un 26 décembre vers 1327). Elle a été la régente du duché d’Oświęcim.
Euphrosyne est la fille du duc Boleslas II de Mazovie et de Cunégonde, la sœur de Venceslas II de Bohême. Vers 1304/1309, elle épouse Ladislas, le fils de ainé du duc Mieszko de Cieszyn, qui deviendra duc d’Oświęcim en 1314/5. Ils ont trois enfants :
- Jean Ier le Scolastique,
- Anne d'Oświęcim, mariée à Thomas Szécsényi,
- Probablement une deuxième fille, nonne au monastère dominicain de Racibórz.

Lorsque son mari décède (entre 1321 et 1324), elle assure jusqu’en 1325 la régence au nom de son fils Jean Ier le Scolastique.

## Source
- (de) Europaïsche Stammtafeln Vittorio Klostermann, Gmbh, Francfort-sur-le-Main, 2004  (ISBN 3465032926), Die Fürsten (Herzoge) von Masowien 1262-1526 des Stammes der Piasten Volume III Tafel 123.